# M/S Royal Viking Sun
M/S Royal Vikinig Sun är ett fartyg byggt år 1988.

## Historia
Fartyget sjösattes i maj 1988 och levererades 26 november 1988. Den 8 januari 1989 döptes fartyget i San Francisco och genomförde därefter sin första kryssning. År 1994 såldes fartyget till Cunard Line. Den 4 april 1996 gick fartyget på grund under en resa i Röda havet och ankom den 22 april till Malta för reparation. Den 12 juni samma år var fartyget åter i trafik. Den 26 november 1999 utchartrades fartyget till Seabourn Cruise Line och döptes om till Seabourn Sun. I april 2002 såldes fartyget till Holland America Line som döpte om fartyget till Prinsendam. Den 13 juni samma år avgick fartyget på sin första kryssning för det nya rederiet.